# Федецький Андрій Стефанович
Андрі́й Стефа́нович Феде́цький (5 серпня 1958, с. Гамаліївка, Пустомитівський район, Львівська область — 23 серпня 2018, м. Луцьк) — радянський та український футболіст і тренер. Найкращий бомбардир (поряд з Володимиром Диким) в історії «Волині» (Луцьк), де й провів більшість кар'єри — 91 гол за понад 540 ігор. Грав на позиції нападника і півзахисника. За технічність отримав прізвисько Волинський Марадона. Батько футболіста збірної України Артема Федецького.

## Життєпис
Вихованець львівського СКА (перший тренер — Володимир Вараксін), львівського (тренери Ярослав Дмитрасевич і Федір Бушанський) та київського (Володимир Киянченко) спортінтернатів.
Фіналіст Кубка СРСР 1983 року у складі «Металіста» (Харків). Майстер спорту СРСР з 1983 року. Також він виступав за ФК «Гвардія» з м. Холм (Польща).
2001 року очолив новостворену жіночу футбольну команду «Волинь», на чолі якої здобув бронзові нагороди чемпіонату України. 
Нещодавно Андрій Стефанович пережив інсульт та проходив реабілітаційний курс. 23 серпня 2018 року зранку йому стало зле. Екстрені реанімаційні заходи не дали результату і серце прославленого волинського футболіста зупинилося. Прощання з померлим відбулося ввечері 23 серпня в Луцькому Будинку панахиди. Поховати його мали на цвинтарі с. Лаврів поблизу Луцька.